# Krabat (2008)
Krabat ist ein deutscher Film des Regisseurs Marco Kreuzpaintner nach dem gleichnamigen Roman von Otfried Preußler, der wiederum auf der sorbischen Volkssage Krabat basiert.

## Handlung
Zum Ende des Dreißigjährigen Krieges (1618–1648) lebt der 14-jährige Waisenjunge Krabat 1646 als Lehrling in einer Wassermühle im Koselbruch bei Schwarzkollm in der Lausitz. Die elf anderen Gesellen behandeln ihn teilweise hart, bringen ihm aber auch die nötigen Fertigkeiten eines Müllergesellen bei. Besonders zum Altgesellen Tonda fasst Krabat zunächst Vertrauen und es entwickelt sich eine Freundschaft. Wie alle Gesellen gerät auch Krabat nach und nach zunächst willig immer tiefer in die Fänge des Meisters, der in den schwarzen Hexenkünsten bewandert ist und diese an seine Gesellen weitergibt, woran Krabat zunächst Gefallen findet. Als er in der Osternacht an der Seite von Tonda unsichtbar das Dorf Schwarzkollm besucht, sieht er dort ein Mädchen, in das er sich augenblicklich verliebt. Tonda warnt ihn jedoch nachdrücklich, dem Meister jemals den Namen des Mädchens zu offenbaren. Dass dies offensichtlich seine Gründe hat, erkennt Krabat, als eines Morgens im Herbst Tondas Freundin Worschula tot im Mühlbach gefunden wird. Tonda verfällt daraufhin zusehends und in der Neujahrsnacht wird er – scheinbar gestürzt, aber offenbar umgebracht – tot von den anderen Gesellen aufgefunden.
Krabat muss erkennen, dass er und die anderen Lehrlinge vom Meister nicht nur in den schwarzen Künsten unterrichtet werden, sondern offensichtlich jedes Jahr einer der Gesellen sein Leben an „den Gevatter“ geben muss, damit der Meister selbst nicht stirbt. Sein Mitgeselle Juro vertraut Krabat einen Weg an, wie er aus der Mühle und den Fängen des Meisters entkommen kann: Sein Mädchen muss ihn beim Meister in der Silvesternacht freibitten, nur dadurch lässt sich das Band an den Meister und die Mühle lösen. Das Mädchen erscheint in der Silvesternacht und erbittet ihren Krabat. Der Meister stellt sie daraufhin auf die Probe: Sie muss unter allen Gesellen, die er in Raben verwandelt hat, Krabat erkennen. Sie erspürt ihn und besteht so die Probe, der Bann bricht und der Meister stirbt, als die Mühle in Flammen aufgeht. Die Gesellen sind wieder normale Burschen und ziehen davon. Krabat bleibt mit „seinem“ Mädchen im Arm zurück.

## Entstehung

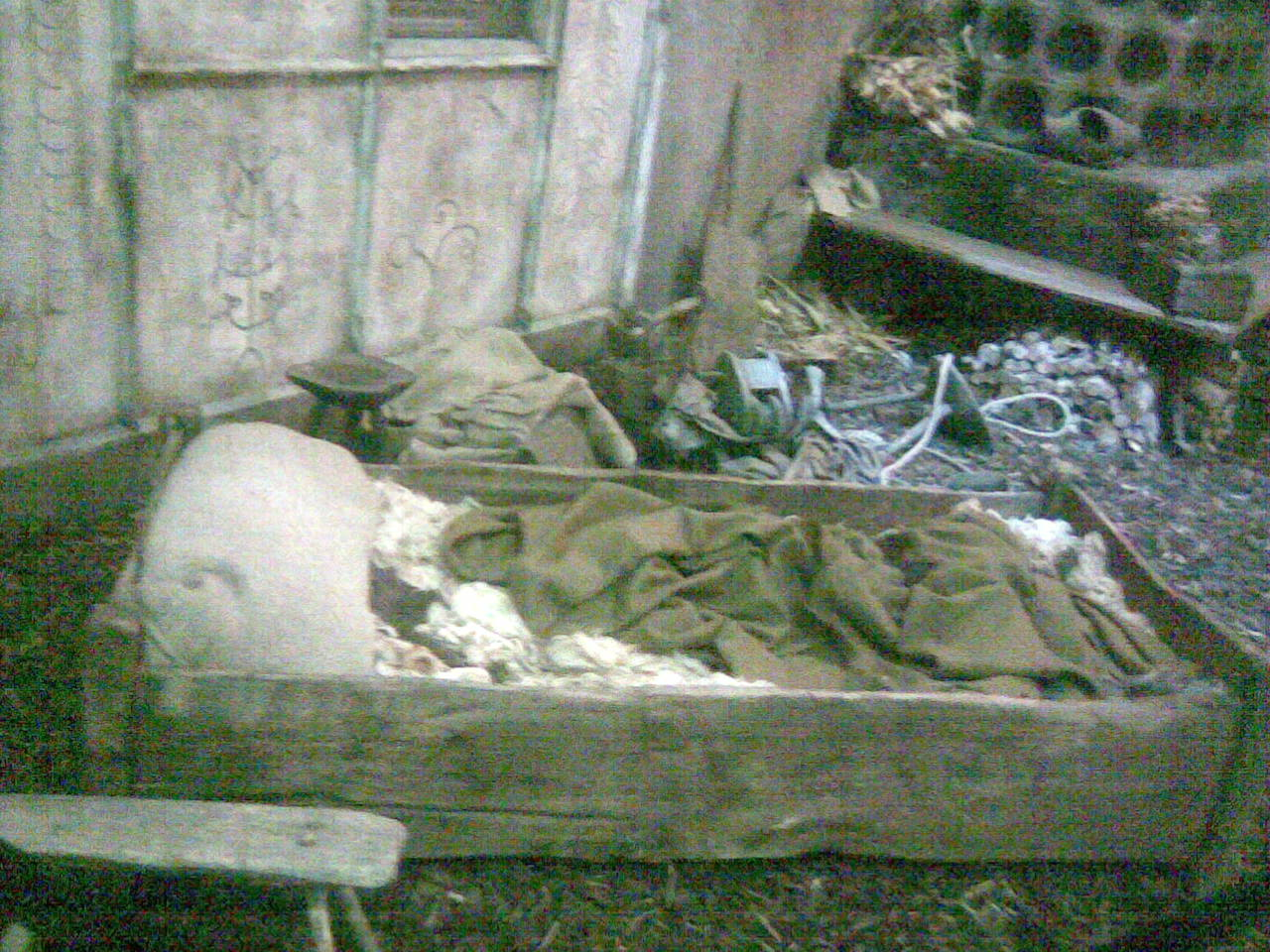
Originalkulisse

Die Geschichte um den Zauberlehrling Krabat ist eine sorbische Sage, die insbesondere durch die Bücher von Jurij Brězan (Die schwarze Mühle, 1968 bzw. Krabat oder Die Verwandlung der Welt, 1976) und Otfried Preußler (Krabat, 1971) bekannt wurde.
Der Film Krabat ist die zweite Realverfilmung des Themas. 1975 wurde die Sage nach dem Buch von Jurij Brězan unter dem Titel Die schwarze Mühle von Regisseur Celino Bleiweiß für das Fernsehen der DDR verfilmt. 1977 entstand der tschechisch-deutsche Zeichentrickfilm Krabat des Regisseurs Karel Zeman, der sich auf das Buch von Preußler bezieht.
Die Produktion von Krabat kostete über acht Millionen Euro. Gedreht wurde unter anderem in den Karpaten in der Nähe von Sibiu (Rumänien) unter zum Teil sehr widrigen Bedingungen (Marco Kreuzpaintner: „Es war hart an der Grenze zum Nervenzusammenbruch“) und in den Filmstudios in Bottrop. Weitere Außenszenen wurden in Bonndorf im Schwarzwald, auf dem Feldberg, im Freilichtmuseum Neuhausen ob Eck und in Schluchsee-Blasiwald gedreht, um Fördergelder vom Land Baden-Württemberg zu erhalten. Für die Szene in St. Blasien war der Wald in der Eisenbreche künstlich beschneit worden. Diese Winterszene wurde jedoch später aus dem Film herausgeschnitten. Ursprünglich waren auch Dreharbeiten in der Wutachschlucht geplant gewesen, die jedoch ebenfalls gestrichen wurden.
Nach der Weltpremiere am 7. September 2008 auf dem Toronto International Film Festival fand die deutsche Erstaufführung am 23. September 2008 in der Lichtburg Essen statt. Der Film kam am 9. Oktober 2008 in die deutschen Kinos und wurde von  1.486.444 Zuschauern gesehen, was einem Umsatz von etwa 9 Mio. Euro entsprach. Die Free-TV-Premiere fand am 25. April 2011 auf ProSieben statt.
Den Abspanntitel Allein Allein schrieb die deutsche Band Polarkreis 18.

## Unterschiede zum Buch
Obwohl der Film zu Beginn die ersten Worte des Buches aufnimmt, sind im Folgenden die Unterschiede groß. So spielt der Film nicht während des Nordischen Krieges (in dieser Zeit entstand auch die Sage), sondern ist 60 Jahre früher zum Ende des Dreißigjährigen Krieges angesiedelt. Das zweite und das dritte Jahr wurden zusammengemischt, dafür aber die Zeit mit Tonda stärker betont. Witko als neuer Lehrling entfällt, ebenso der Tod Michals am Ende des zweiten Jahres. Da er nicht stirbt, ist auch dies nicht der Auslöser für Mertens Suizidversuch, sondern eine Ahnung, dass der Gevatter ihn als nächstes Opfer auserkoren hat. Die Geschichte von Tonda und seiner Worschula wird erzählt, während dies im Buch nur rückblickend erwähnt wird. So wird auch ein Überfall auf Schwarzkollm inszeniert, bei dem die Burschen die Einwohner retten, in dessen Verlauf sich aber Worschula verrät, sodass sie kurze Zeit später umgebracht wird. Schwarzkollm, im flachen Norden Sachsens, wird wie auch die Mühle selbst in die Mittelgebirge verlegt, der Begräbnisplatz im Koselbruch sogar ins Hochgebirge. Am Ende ist es auch nicht Krabats Entscheidung, die Kantorka am Silvesterabend zu rufen, sondern Lyschkos, eines im Buch negativen Charakters, denn die Burschen haben sich geschworen, zusammenzuhalten. Die im Buch häufig erwähnte und als spaßig beschriebene Figur des Andrusch besitzt im Film zwielichtige Züge, wohingegen der in den ersten beiden Jahren selten erwähnte Merten für Krabat eine unterstützende und erklärende Rolle einnimmt. Die Kantorka hat außerdem kein helles Haar wie im Buch, sondern schwarzes.

## Kritiken
Otfried Preußler schrieb an die Produzenten über den Film: „Froh bin ich, … dass ich in ihrem Film ‚meinen‘ Krabat wiedererkennen kann. Marco Kreuzpaintner hat tatsächlich das Kunststück fertig gebracht, sowohl dem Medium Film als auch meinem Buch gerecht zu werden. Es ist ein höchst anspruchsvolles, in sich stimmiges Ganzes entstanden.“
Die Filmbewertungsstelle Wiesbaden, die dem Film das Prädikat „besonders wertvoll“ verlieh, schrieb: „Hier wurde sehr behutsam und zurückhaltend ein Meisterwerk geschaffen, das bisweilen die düsteren Züge von Nosferatus Grauen in sich trägt. Für einen deutschen Film jüngeren Datums durchaus ungewöhnlich und geprägt von starkem ästhetischen Willen gelingt es dem Regisseur, schwarze Magie und archaische Rituale vor dem Hintergrund der Not in Zeiten des Krieges ein bedrückendes Abbild der gesellschaftlichen Verhältnisse zu zeigen, in der immer wieder Gefühle von Hoffnung, Menschlichkeit und Liebe aufflackern, die sich aber angesichts der Übermacht dunkler Mächte nur schwer behaupten können.“
Das Lexikon des internationalen Films schrieb: „Dem Fantasy-Film gelingt es zwar nicht recht, die Verführungskraft der Magie tricktechnisch umzusetzen, aber dank seines stimmigen Setdesigns, beachtlicher Darsteller und der Konzentration auf die Spannungen zwischen den in den fatalen Pakt verwickelten Figuren verdichtet er seine gruselige Geschichte zu einem atmosphärischen Abenteuer.“
Der Rezensent der FAZ konnte dem Film dagegen nicht viel Gutes abgewinnen. Krabat erreiche nie die Tiefe und Komplexität der Buchvorlage, sondern beschränke sich weitgehend auf die äußere Handlung. Der Film sei in jeder Hinsicht zu laut geraten und lasse keine Zwischentöne zu. Durch den Verzicht auf die heterogenen Erzählstränge des Buches und viele der dort eingestreuten Volkssagen werde unter anderem die Figur des Müllers unverständlicher als in der Vorlage.

## Produktion
Das Szenenbild entwarfen Christian Martin Goldbeck und Waleska Defne Leitfeld.

## Auszeichnungen
2009 wurde Krabat in den Kategorien bestes Szenenbild, beste Filmmusik und Tongestaltung für den Deutschen Filmpreis nominiert. Paula Kalenberg erhielt die Lilli Palmer & Curd Jürgens Gedächtniskamera der Hörzu als beste Nachwuchsschauspielerin.

## Trivia

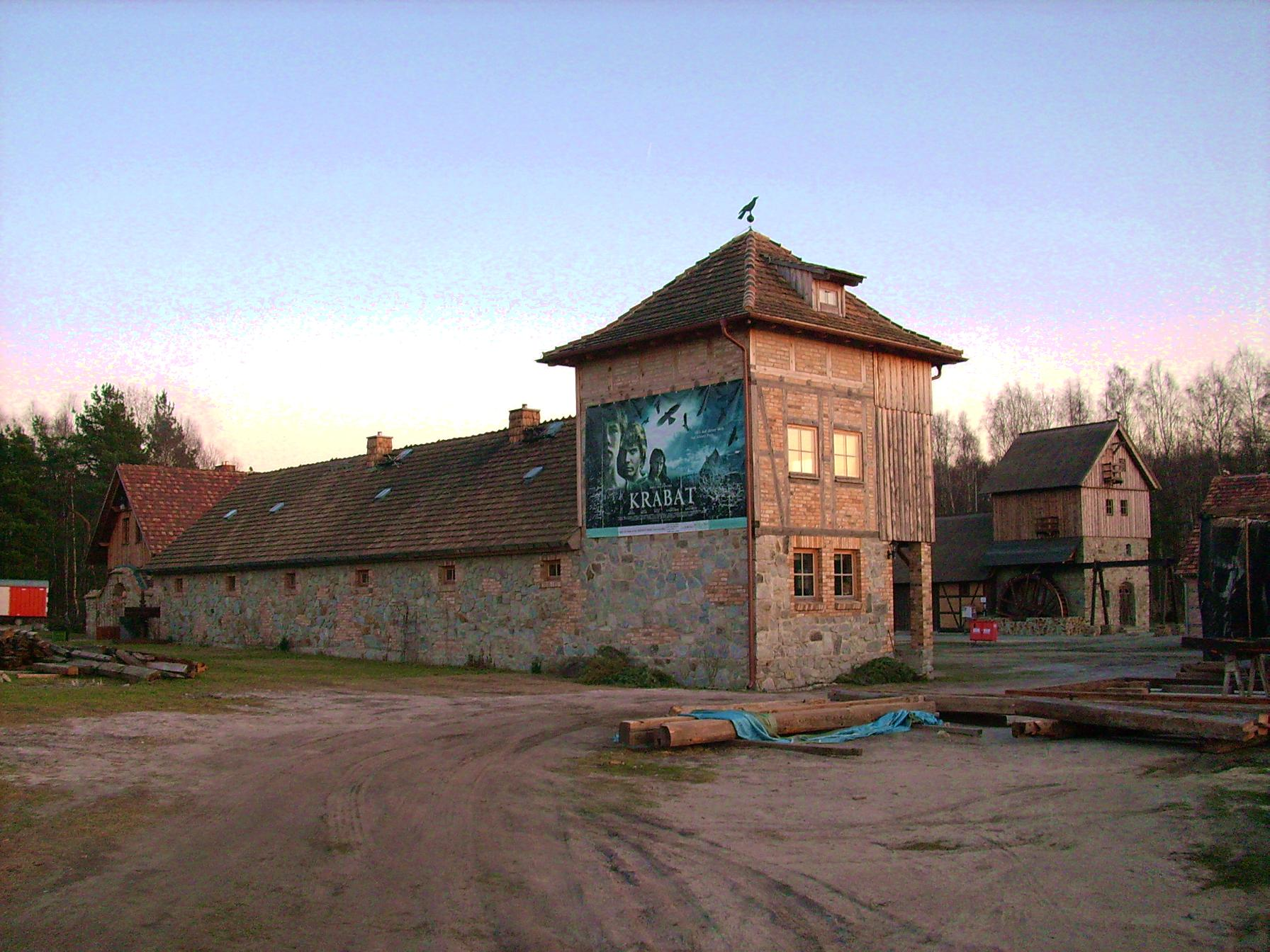
Die Krabatmühle in Schwarzkollm

Das Dorf Schwarzkollm (seit 1996 Ortsteil von Hoyerswerda) gibt es in der Lausitz wirklich. Eine „Krabatmühle“ wird dort seit Jahren in historischem Design aufgebaut und ist ein touristisches Ausflugsziel.
Im Buch taucht die ebenfalls in der Lausitz bekannte Sagengestalt des Pumphutt (auch Pumphut) auf; einmal wird eine Geschichte von ihm erzählt, etwas später kommt er tatsächlich auf seiner Wanderung vorbei. Es war ursprünglich geplant, ihn im Film zumindest zu erwähnen, was aber aufgrund von Kürzungen entfiel. Überreste davon sind allerdings noch vorhanden: In der Szene vor der ersten Osternacht, als Krabat und Merten gemeinsam in der Schlafkammer sitzen und Krabat fragt, wohin die Burschen jeden Freitag verschwinden, halten sie eine Wunderscheibe (Thaumatrop) in der Hand, auf der sich ein Bild Pumphutts befindet. Gemäß der Beschreibung im Buch trägt er einen hohen spitzen Hut und einen Ohrring.